# Kanton Angers-Trélazé
Der Kanton Angers-Trélazé war von 1790 bis 2015 ein französischer Wahlkreis im Arrondissement Angers, im Département Maine-et-Loire und in der Region Pays de la Loire; sein Hauptort war Angers.
Der Kanton umfasste Wahlberechtigte aus vier Gemeinden und einem Teil der Stadt Angers (angegeben ist hier die Gesamteinwohnerzahl):
| Gemeinde            | Einwohner Jahr | Fläche km² | Bevölkerungsdichte | Code INSEE | Postleitzahl |
| ------------------- | -------------- | ---------- | ------------------ | ---------- | ------------ |
| Andard              | 2511 (2013)    | 11,99      | 209 Einw./km²      | 49004      | 49800        |
| Angers              | 150.125 (2013) | –          | – Einw./km²        | 49007      | 49100        |
| Brain-sur-l’Authion | 3438 (2013)    | 22,92      | 150 Einw./km²      | 49042      | 49800        |
| Sarrigné            | 819 (2013)     | 2,97       | 276 Einw./km²      | 49326      | 49800        |
| Trélazé             | 13.125 (2013)  | 12,20      | 1076 Einw./km²     | 49353      | 49800        |